# ТЭ4
ТЭ4 (тепловоз с электрической передачей, 4-й тип) — опытный магистральный трёхсекционный грузовой тепловоз с электрической передачей. Был построен в 1952 году Харьковским заводом транспортного машиностроения им. Малышева, в единственном экземпляре, на базе серийно выпускавшегося магистрального тепловоза ТЭ2, для изучения применения генераторного газа в качестве топлива на локомотивах. В отличие от своего прототипа ТЭ2, был сконструирован трёхсекционным, со средней секцией, где была размещена газогенераторная установка.

## Конструкция
ТЭ4 по конструкции головных секций незначительно отличался от своего предшественника ТЭ2. Помимо использования средней секции с газогенераторной установкой, на нём был установлен слегка изменённый вариант дизеля Д50 — Д55, основные отличия от базовой модели были связаны с работой на генераторном газе. Средняя секция, называемая в то время тендером, опиралась на тележки, конструкция которых была в целом аналогична моторным, но отсутствовали тяговые электродвигатели и детали, необходимые для их крепления.

## Эксплуатация
Первоначально тепловоз проходил испытания на Южной железной дороге, на участке Харьков — Основа, после чего в 1953 году был отправлен на испытания на Экспериментальное кольцо ВНИИЖТ в Щербинке. После испытаний на опытном кольце тепловоз поступил на опытную эксплуатацию в депо Верхний Баскунчак Приволжской железной дороги. После пробега длиной около 25 000 км с поездами массой до 3500 т решено передать тепловоз для анализа и устранения выявленных недостатков на построивший его завод. Некоторое время тепловоз также эксплуатировался в депо Баладжары Азербайджанской железной дороги, после чего вновь вернулся в эксплуатацию в депо Верхний Баскунчак.
В феврале 1960 года тепловоз был переоборудован: средняя секция была отцеплена, двигатели были заменены на стандартные базовые (модели Д50). Тепловоз получил обозначение ТЭ2-001, в отличие от первого тепловоза ТЭ2, обозначавшегося как ТЭ2-20-001.
В августе — сентябре 1971 года тепловоз поступил на Восточно-Сибирскую, а в апреле 1979 года — на Красноярскую железные дороги. Списан в апреле 1985 года.